# Vojaški ordinariat Poljske
Vojaški ordinariat Poljske (poljsko Ordynariat Polowy Wojska Polskiego) je rimskokatoliški vojaški ordinariat, ki je vrhovna cerkveno-verska organizacija in skrbi za pripadnike Poljske vojske.
Sedež ordinariata je v Varšavi.

## Škofje
- Stanislaw Gall (5. februar 1919 - december 1931)
- Józef Gawlina (15. februar 1933 - 1947)
- Slawoj Leszek Głódz (21. januar 1991 - 26. avgust 2004)
- Tadeusz Ploski (16. oktober 2004 - 10. april 2010-umrl pri Smolensku v letalski nesreči)
- Józef Gudzek (december 2010 - 2021/22)
- Wiesław Lechowicz (januar/februar 2022 -)